# Conjunto jarocho
El conjunto jarocho es un tipo de ensamble tradicional mexicano. Usualmente se conforma de arpa, jarana y requinto.
Su repertorio abarca sones jarochos en 3/4, 6/8 y 4/4.
Uno de los conjuntos jarochos de veracruz es "trío chalchihuecan" , "Conjunto Medellín" ,"Tlen Huicani" "Son Italuz " entre otros ".